# Kim Jung-sook
Kim Jung-sook (Hangul: 김정숙; Hanja: 金正淑) (Seoul, 15 november 1954) is een Zuid-Koreaans klassieke zangeres en de first lady als van de 12e president van Zuid-Korea Moon Jae-in in de periode van 2017 tot en met 2022.